# U-Bahnhof Adenauerplatz

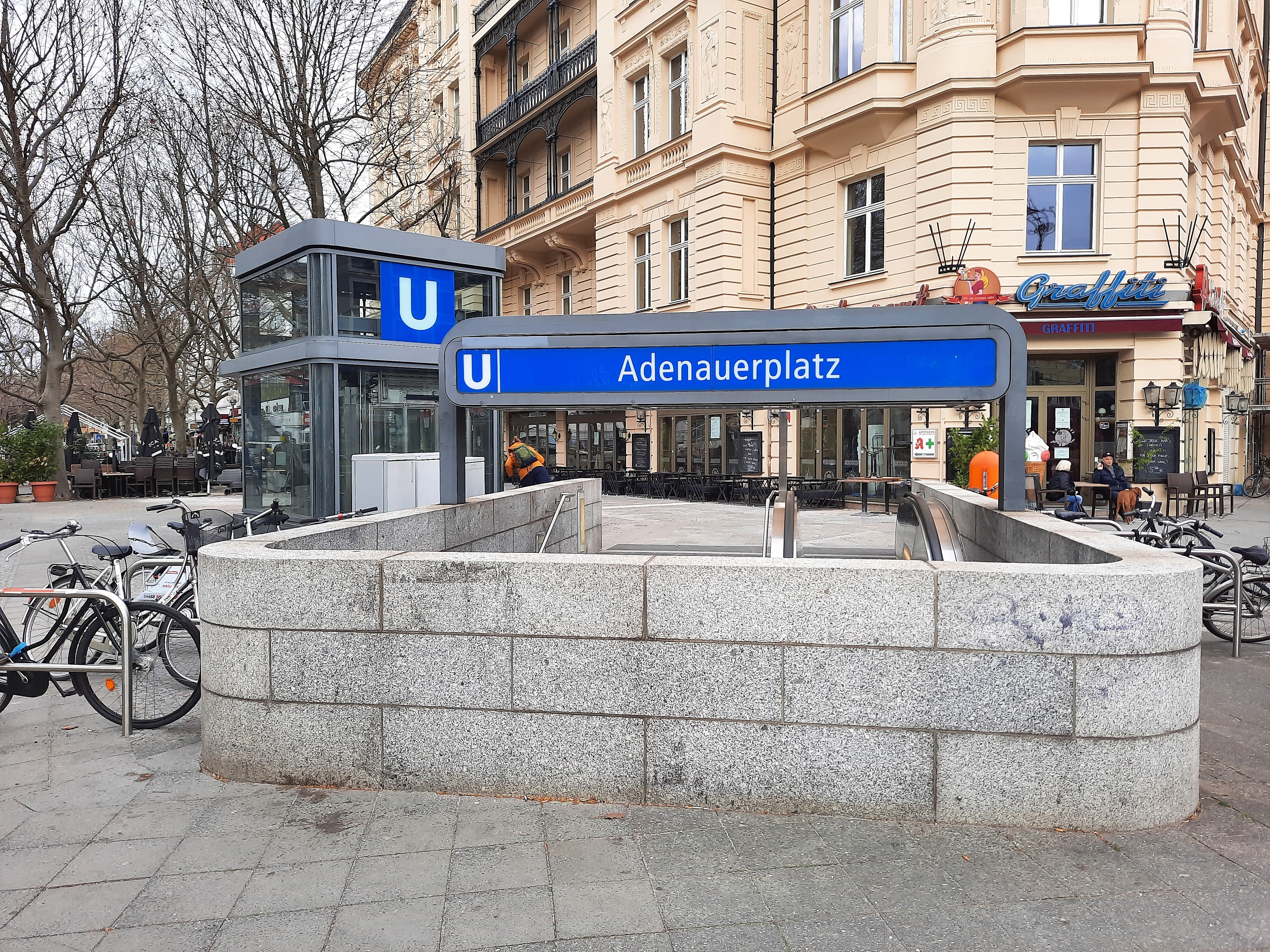
Bahnhofseingang an der Kreuzung Kurfürstendamm / Lewishamstraße

Der U-Bahnhof Adenauerplatz ist eine Station der Berliner U-Bahn-Linie U7 auf der Grenze zwischen den Ortsteilen Charlottenburg und Wilmersdorf. Er wurde im Zuge der Nord-West-Verlängerung nach Spandau am 28. April 1978 eröffnet und befindet sich am Adenauerplatz unter der Kreuzung Kurfürstendamm/Lewishamstraße/Brandenburgische Straße.
Der Bahnhof, der im Bahnhofsverzeichnis der BVG unter Ado (U7) und Adu (für den nicht genutzten unteren Bahnsteig) bezeichnet wird, besitzt eine Rolltreppe und seit 1. Februar 2019 einen Aufzug, sodass er seitdem barrierefrei ist. Rund 1,1 Millionen Euro wurden hierfür investiert.

## Geschichte

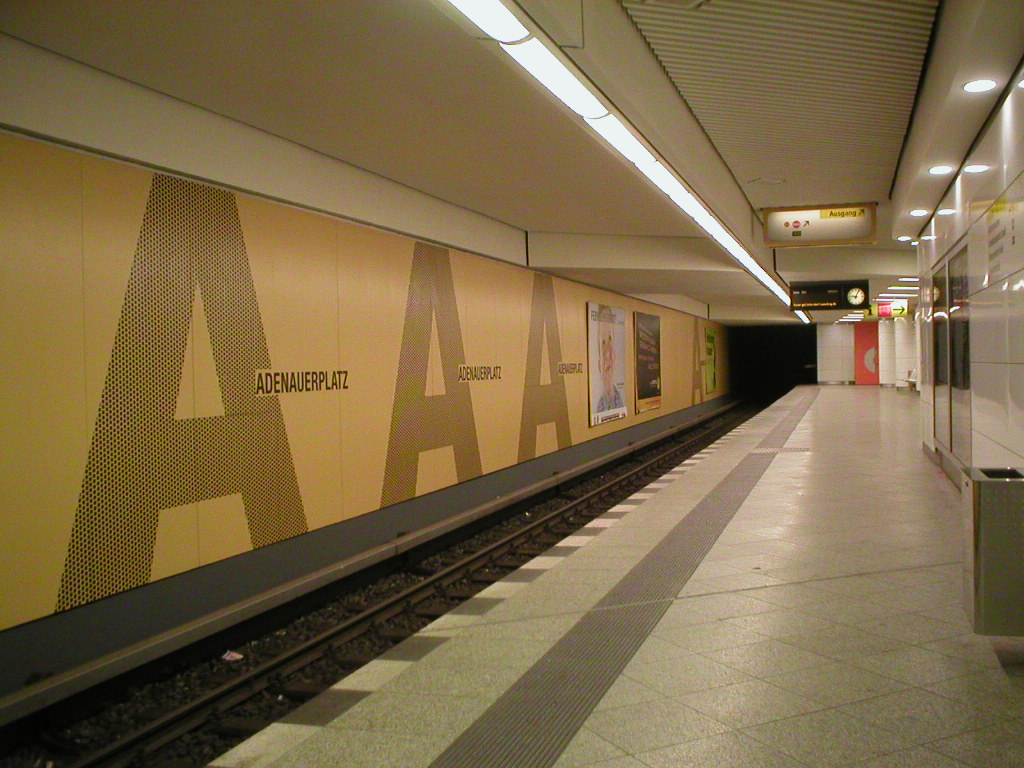
Bahnsteig

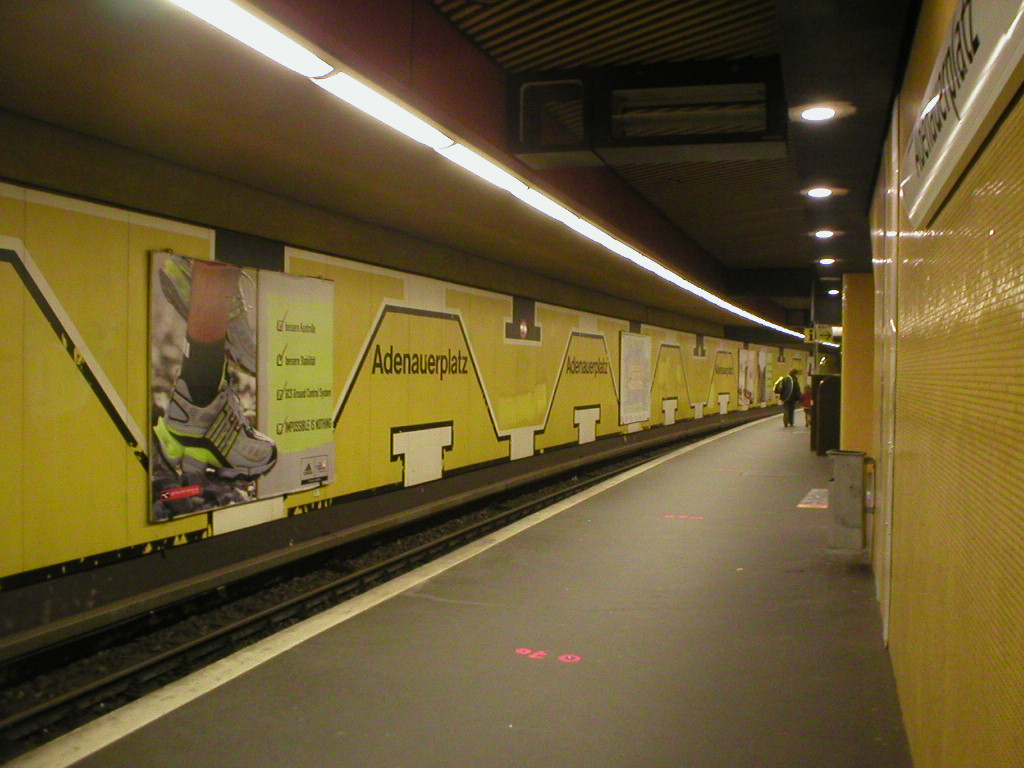
Bahnsteig vor der Sanierung 2004

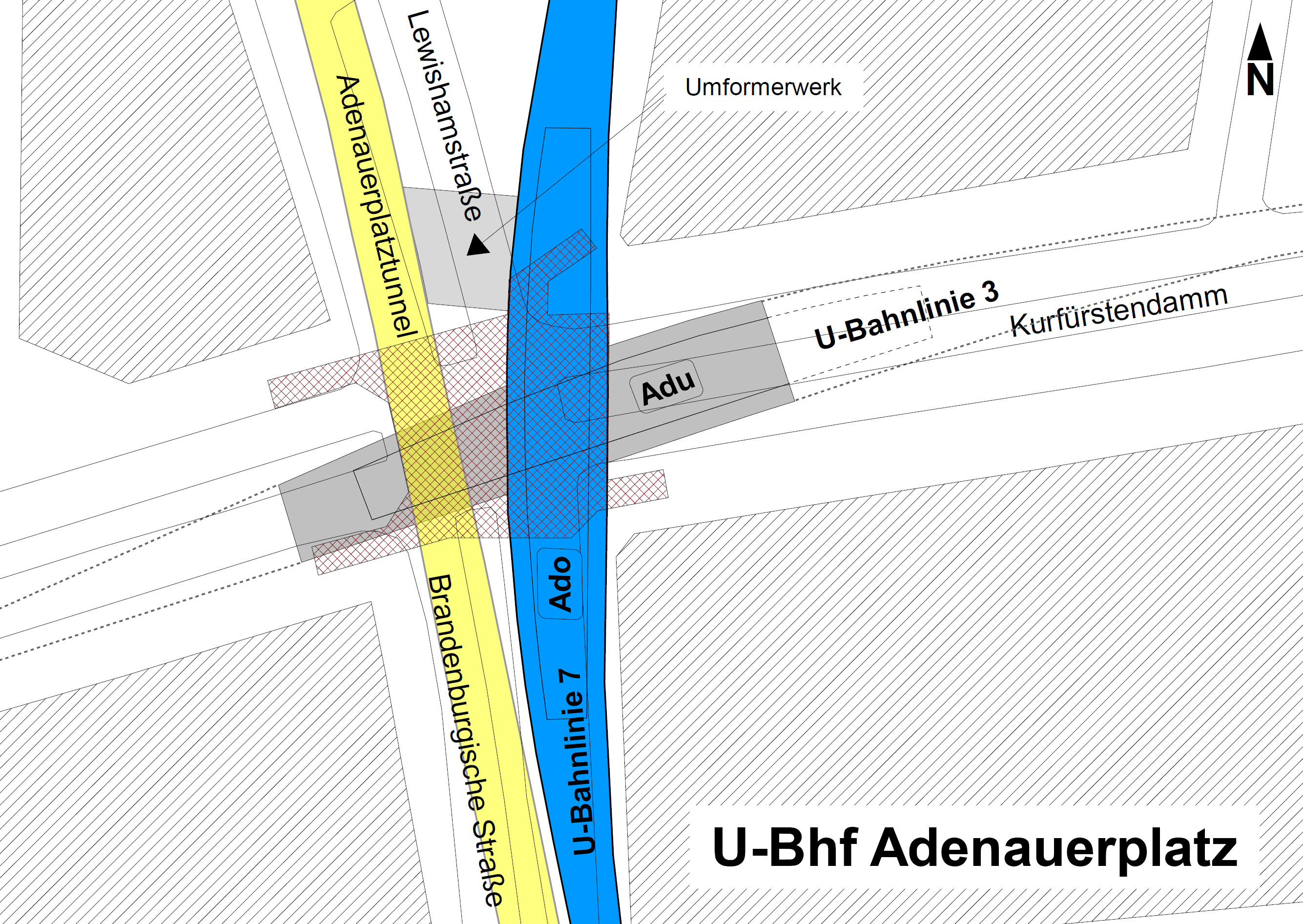
Lageplan

Die Erschließung des Gebiets rund um den heutigen Adenauerplatz war schon im Jahr 1913 geplant. Die Kurfürstendamm-Linie (spätere U3, heute: U1) sollte ab dem heutigen Endbahnhof Uhlandstraße weiter in Richtung Westen den heutigen Bahnhof Adenauerplatz kreuzen und am heutigen Bahnhof Theodor-Heuss-Platz enden. Diese Planung wurde vorerst nicht verwirklicht, sodass erst bei der Verlängerung der U7 in den 1970er Jahren dieser Bahnhof errichtet wurde. Da die West-Verlängerung der U3 noch in Planung war, wurde vorsorglich ein zweiter Bahnsteig unter dem der U7 als Rohbau errichtet.
Im Jahr 2004 wurde der U-Bahnhof grundlegend renoviert, wobei die Stützen und Decken eine hellere Verkleidung erhielten und der Boden mit Granitfliesen versehen wurde. Der Architekt Rainer G. Rümmler hatte seinerzeit diesen Bahnhof gestaltet, im Zuge der Renovierung wurden allerdings zahlreiche Originalelemente seiner ursprünglichen Gestaltung entfernt.

## Anbindung
| Linie | Verlauf |
| ----- | --- |
|       | Rathaus Spandau – Altstadt Spandau – Zitadelle – Haselhorst – Paulsternstraße – Rohrdamm – Siemensdamm – Halemweg – Jakob-Kaiser-Platz – Jungfernheide – Mierendorffplatz – Richard-Wagner-Platz – Bismarckstraße – Wilmersdorfer Straße – Adenauerplatz – Konstanzer Straße – Fehrbelliner Platz – Blissestraße – Berliner Straße – Bayerischer Platz – Eisenacher Straße – Kleistpark – Yorckstraße – Möckernbrücke – Mehringdamm – Gneisenaustraße – Südstern – Hermannplatz – Rathaus Neukölln – Karl-Marx-Straße – Neukölln – Grenzallee – Blaschkoallee – Parchimer Allee – Britz-Süd – Johannisthaler Chaussee – Lipschitzallee – Wutzkyallee – Zwickauer Damm – Rudow |

Am U-Bahnhof bestehen Umsteigemöglichkeiten von der Linie U7 zu den Omnibuslinien X10, M19, M29, 109, 110 und 310 der BVG.